# ساسيبو (ناغاساكي)
ساسيبو (باليابانية: 佐世保市 ساسيبو-شي) هي مدينة تقع في محافظة ناغاساكي، اليابان.
في 1 يناير 2009 بلغ التعداد السكاني 252698 نسمة، بكثافة سكانية 694 نسمة/كم مربع، موزعة على مساحة 364 كم مربع.
تضم المدينة جزء من حديقة سايكاي الوطنية.

## تاريخ
لم يكن لساسيبو أهمية أكثر من قرية صغير لصيادي الأسماك حتى فترة قصيرة قبل فترة ميجي عندما أسس فيها الأدميرال هيهاتشيرو توغو من البحرية الإمبراطورية اليابانية قاعدة بحرية بسبب قربها من الصين وكوريا وخليجها العميق المحمي وقربها من مناجم الفحم. أسس الحي البحري في ساسيبو عام 1886 وأصبحت الميناء الرئيسي للقوات البحرية اليابانية في الحرب اليابانية الصينية الأولى والحرب الروسية اليابانية وبقيت كذلك حتى نهاية الحرب العالمية الثانية.
أسست مدينة ساسيبو في 1 أبريل 1902 وعانت من عدت غارات جوية أثناء الحرب العالمية الثانية، وبعد استسلام اليابان في الحرب العالمية الثانية أخذت البحرية الأمريكية جزءاً من الميناء البحري، وتشاركه مع قوات الدفاع الذاتي اليابانية.

## مدن توأم
- الولايات المتحدة، ألباكركي، نيومكسيكو
- أستراليا، كوفس هاربور
- الصين، أموي
- اليابان، كوكونويه، أويتا

## أعلام
- كاورو
- ريو موراكامي
- كيزو كاواشيما
- أيومي إيشيدا
- اريانا مياموتو

## وصلات خارجية
- موقع ساسيبو الرسمي باللغة اليابانية